# 周金星
周金星（1978年9月—），湖北大悟人，中华人民共和国政治人物。

## 生平
1978年9月，周金星出生在湖北省大悟县，2003年6月加入中国共产党。
周金星长期在北京市昌平区工作。2021年9月，周金星调任中共北京市东城区委副书记、区人民政府副区长、代理区长，2021年12月出任区长。
2024年10月，周金星调至内蒙古自治区，出任中共乌海市委书记。